# بالون هواشناسی

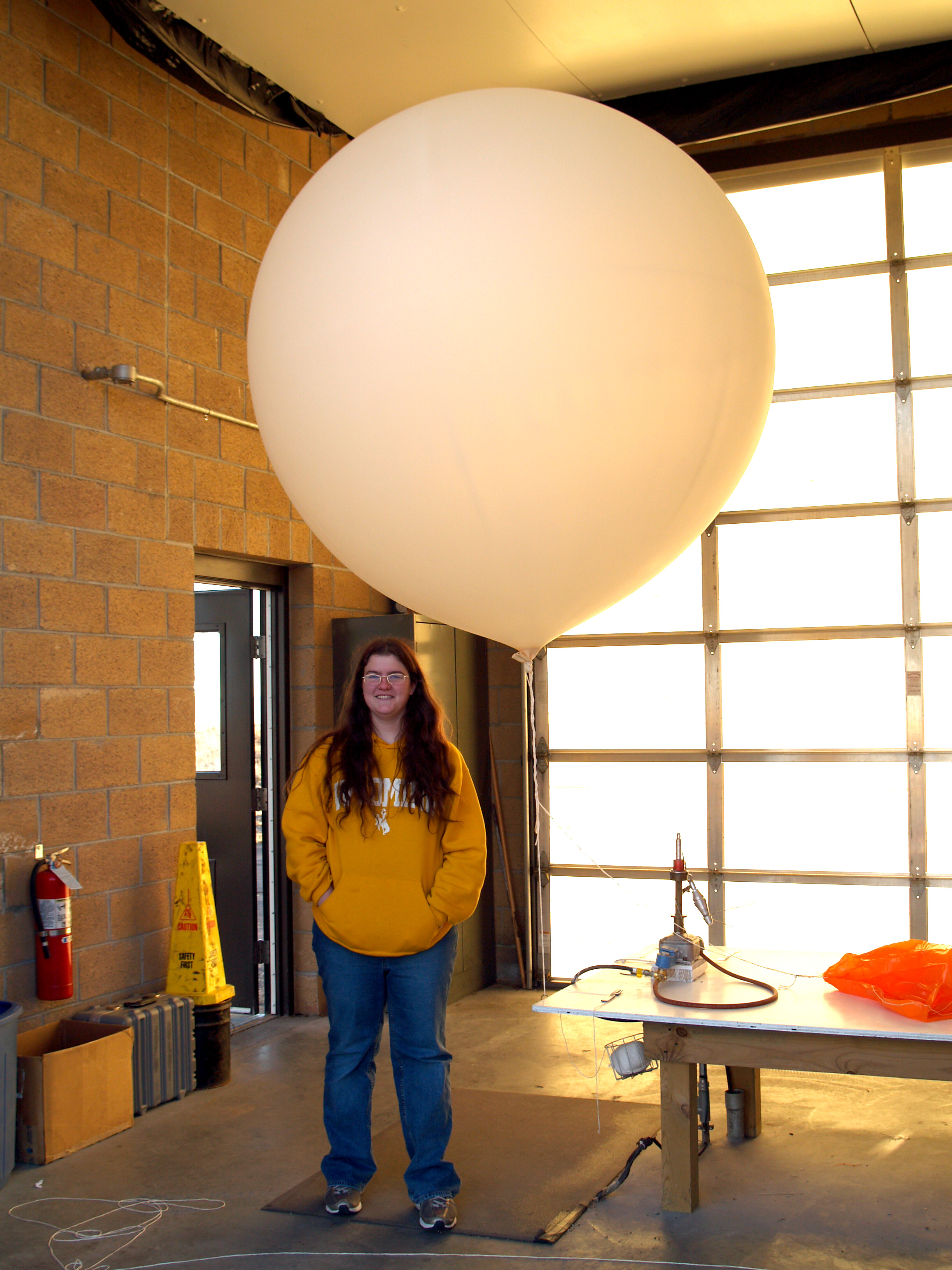
نوعی بالون هواشناسی در آمریکا

بالون آماده شده جهت رهاسازی از اتاق گاز ایستگاه هواشناسی مهرآباد تهران بیرون آورده می‌شود. این بالون حامل بازتابش کننده امواج رادار و دستگاه رادیوسوند بوده‌است. (خرداد ماه سال ۱۳۴۰ هجری شمسی)

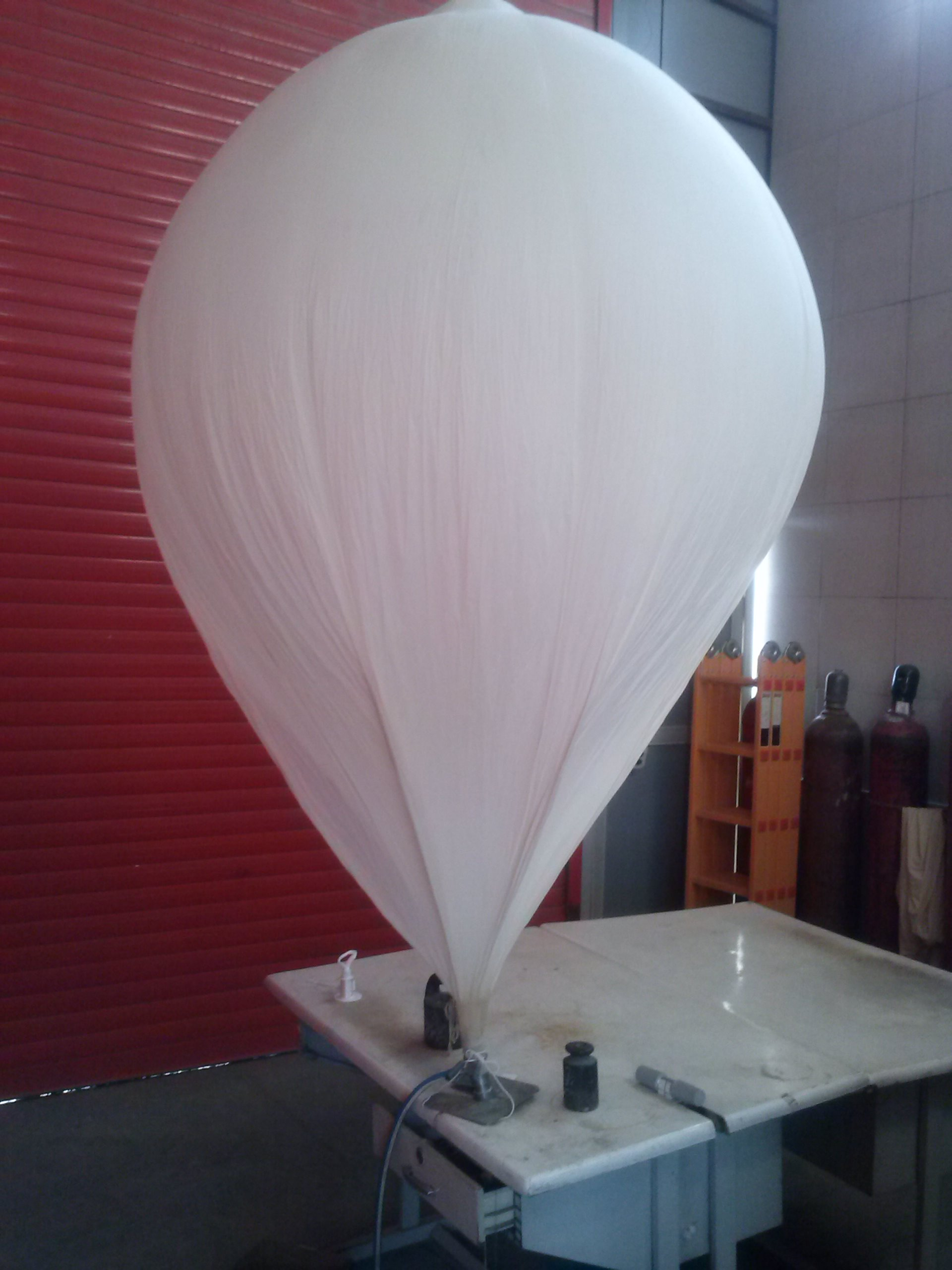
بالون هواشناسی در حال پر شدن از گاز هیدروژن در اتاق گاز

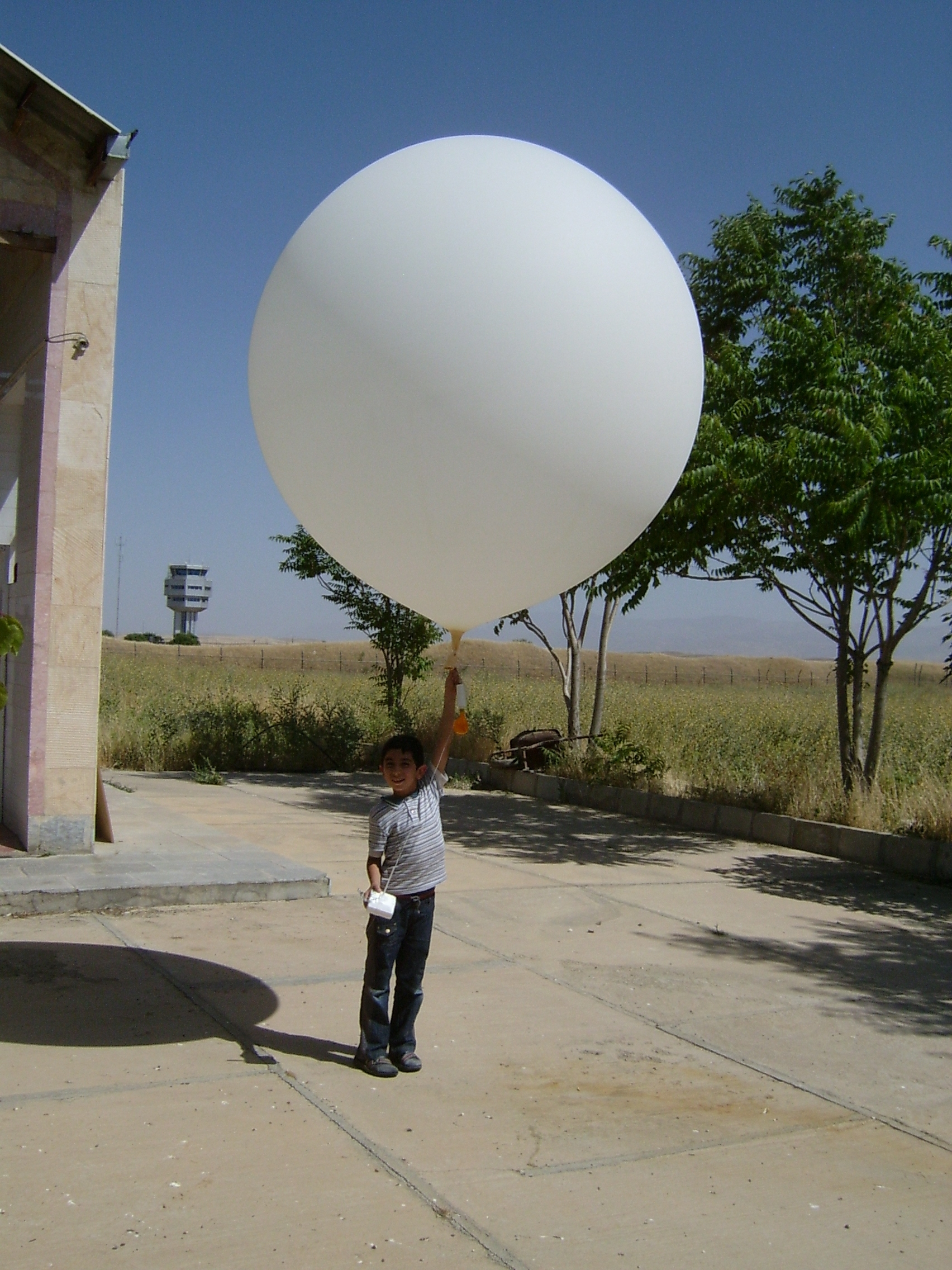
بالون هواشناسی همراه با رادیوسوند جهت ارسال به جوّ از اتاق گاز بیرون آورده شده

بالون هواشناسی در اتاق گاز جهت ارسال رادیوسوند و بازتابش کننده رادار باد آماده شده‌است.

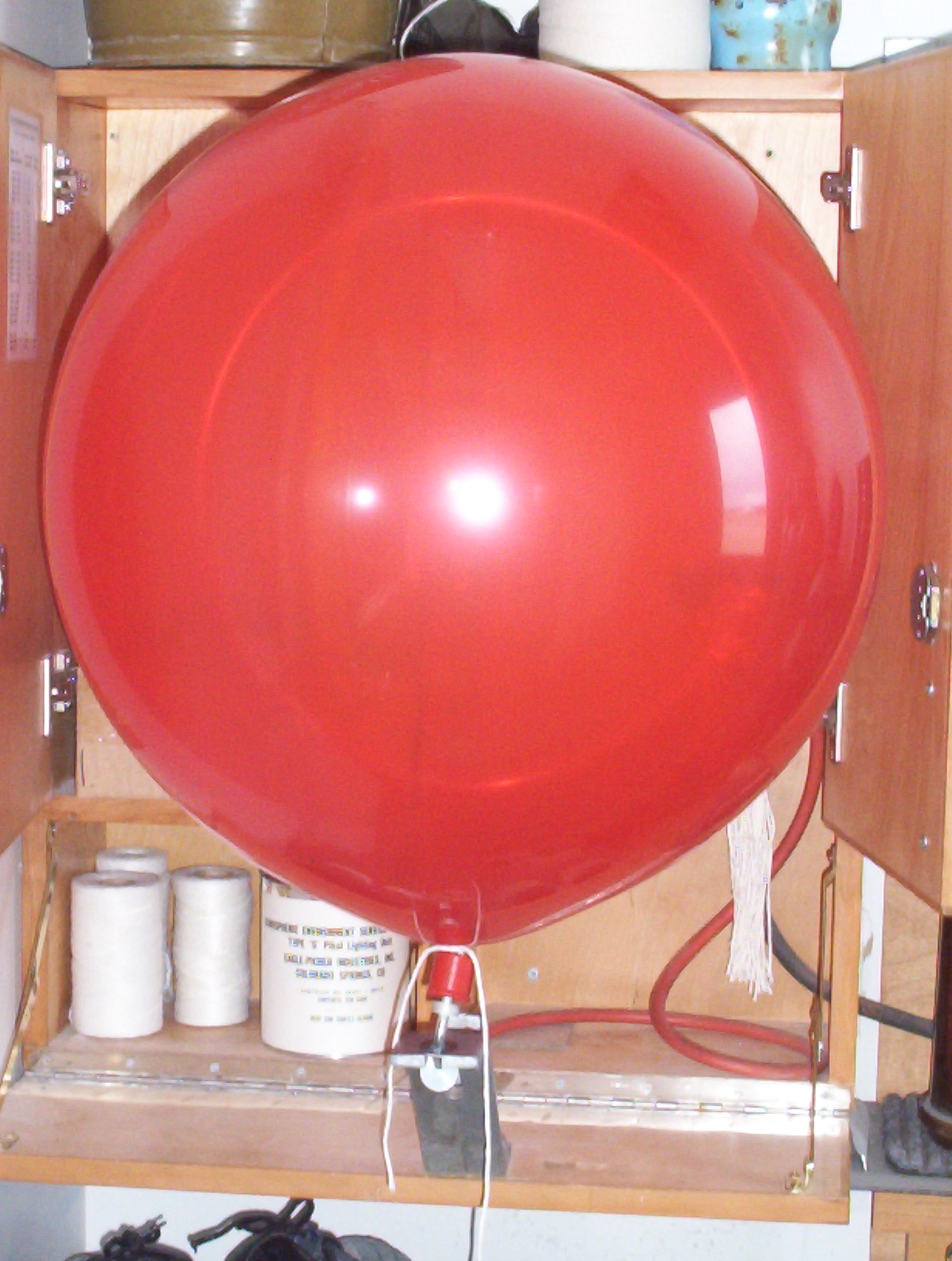
یک نمونه از بالون‌های پایلوت که در کار دیده‌بانی جو بالا برای پیدا کردن سمت و سرعت باد مورد استفاده قرار می‌گیرد و برای بهتر دیده شدن در زمینه آسمان به رنگ قرمز ساخته شده‌است.

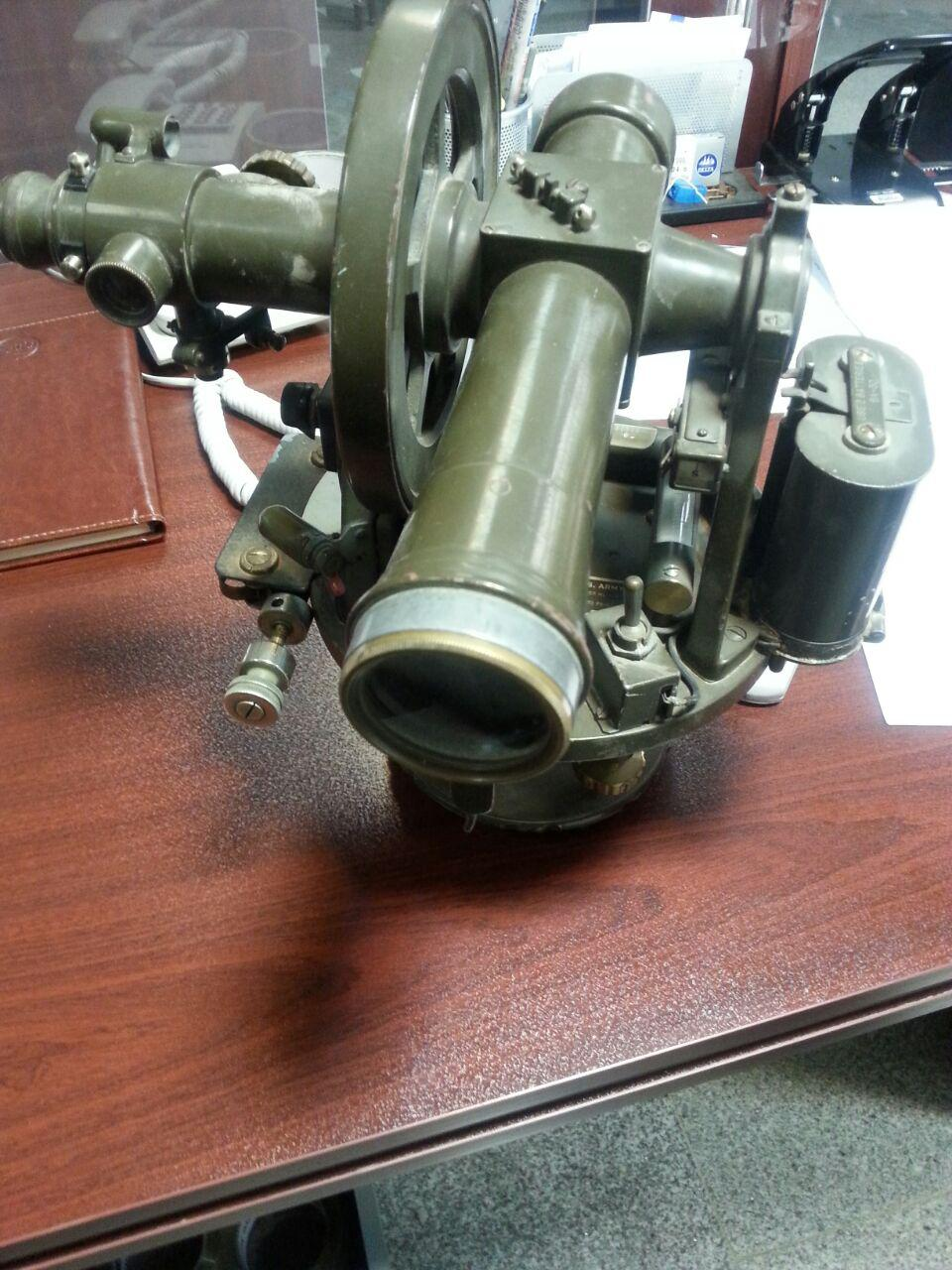
یک نمونه از دوربین‌های تئودولایت قدیمی برای تعقیب بالون‌های پایلوت برای به دست آوردن زاویه‌های افقی و قائم بالون به کار می‌رفته‌است.

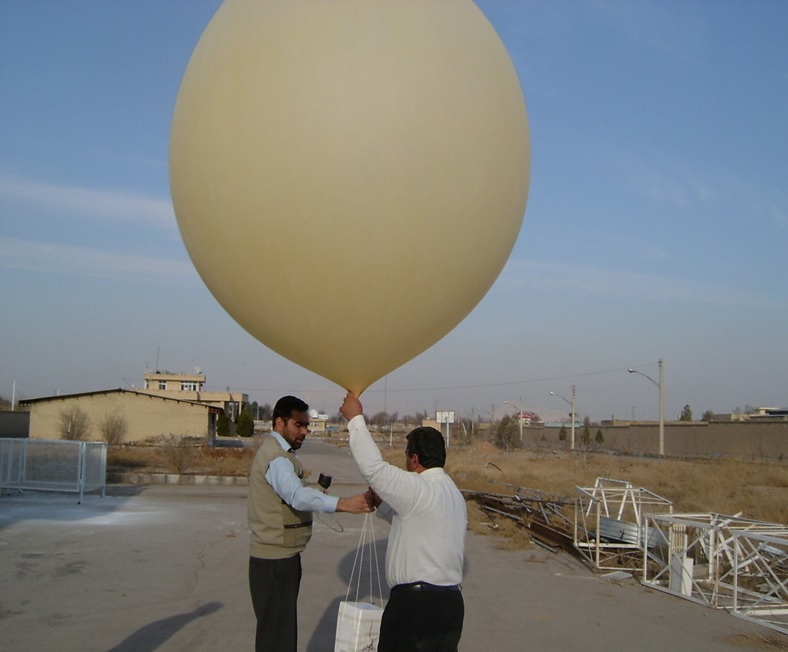
بالون ۱۰۰۰ گرمی برای حمل دستاه ازن سوند و رادیوسوند به همراه هم

بالون هواشناسی بالونی از جنس لاستیک طبیعی یا لاتکس LATEX یا مواد ترکیبی با خاصیت کشسانی بسیار بالاست که تا ۷ برابر حجم روی زمین خود می‌تواند انبساط پیدا کرده و بزرگ شود. از این بالون به تنهایی برای به دست آوردن جهت و سرعت باد یا همراه با دستگاه رادیوسوند یا کاوشگر جوّ، برای اندازه‌گیری متغیرهای جوّ بالا استفاده می‌شود. پس از اینکه بالون با هیدروژن پر شد آن را به سوی جوّ رها می‌نمایند. بالون به دلیل سبک‌تر بودن گاز درون آن، از هوا بر پایه قانون شناوری ارشمیدس، درون جوّ صعود می‌کند. هر چه بالون بالاتر می‌رود، فشار هوای بیرون کاهش یافته و باعث انبساط یا بزرگتر شدن بالون می‌شود تا اینکه در نهایت دیواره بالون دیگر تاب نیاورده و پاره خواهد شد. در این زمان بالون می‌ترکد. بالاترین ارتفاع ثبت شده برای بالون هواشناسی ۴۲ کیلومتر از سطح دریاهای آزاد می‌باشد؛ ولی بیشتر بالون‌های هواشناسی حامل دستگاه رادیوسوند RadioSonde به ارتفاع بین ۳۰ تا ۳۸ کیلومتری از سطح دریاهای آزاد صعود می‌کند. سقف پرواز بالون‌های هواشناسی به درجه خلوص گاز داخل آنها، جنس بالون، وزن آن و وزن محموله و همچنین وضعیت جوّی دارد. اسباب‌های خودکار مانند رادیوسوند که اطلاعات دما، نم نسبی، فشار هوا، سرعت و جهت باد، میزان گاز ازن، تابش‌های رادیواکتیو و غیره را در لایه‌های مختلف جوّ بالا اندازه گرفته و توسط یک فرستنده رادیویی به یک گیرنده زمینی که معمولاً به یک رایانه متصل می‌باشد، مخابره می‌نماید، توسط بالون هواشناسی به اعماق جوّ حمل می‌شود. در ایران ۱۵ ایستگاه هواشناسی وجود دارند که جهت مطالعه جوّ هر روز بالون‌های هواشناسی را در فاصله هر ۱۲ ساعت یا هر ۲۴ ساعت به سوی جوّ بالا روانه می‌نمایند. این کار مطابق با دستورالعمل‌های سازمان هواشناسی جهانی WMO انجام می‌شود. علاوه بر این ارسال هر بالون هواشناسی باید با کسب اجازه از مراقبت پرواز فرودگاه نزدیک به ایستگاه هواشناسی به انجام برسد.
بالون‌های هواشناسی بسته به سرعت وزش باد در سطوح بالای جوّ و مرغوبیت مواد به کار رفته برای ساخت آنها و مقدار گاز تزریق شده، ممکن است تا مسافت ۴۰۰ کیلومتری محل رها شدن هم برسند. این امر در اوایل زمستان که جریان جت استریم در لایه‌های بالایی جو بوجود می‌آید، می‌تواند رخ بدهد. بالون‌های هواشناسی در فصل تابستان مسافت‌های کوتاه تری را به صورت افقی طی می‌کنند.
برای پر کردن بالون‌های هواشناسی به‌طور عمده از گاز هیدروژن ذخیره شده در مخازن بزرگ یا کپسول تحت فشار از ۲ تا ۱۵۰ بار استفاده می‌شود. فشار گاز هیدروژن داخل بالون هواشناسی معمولاً کمی بیشتر از فشار جوّ محل پر کردن بالون است؛ ولی علاوه بر هیدروژن از گاز هلیوم نیز جهت پرکردن بالون‌های هواشناسی استفاده می‌گردد. میزان هیدروژن را طوری تنظیم می‌کنند تا سرعت صعود بالون در جوّ بین ۵ تا ۶ متر بر ثانیه باشد. این تنظیم بر اساس نیروی بالابری بالون می‌باشد. به عنوان نمونه جهت بالونی که به منظور حمل رادیوسوند به کار می‌رود، نیروی بالابری بالون باید بین ۱۰۰۰ تا ۱۲۰۰ گرم بشود که در این هنگام جریان گاز را قطع می‌نمایند.
برای به دست آوردن هیدروژن از کپسول‌های تحت فشار یا مخازن تحت فشار که گاز آنها از طریق الکترولیز آب تأمین می‌شود، استفاده می‌گردد. برای پر کردن بالون از اتاقی موسوم به اتاق گاز استفاده می‌شود.

## طبقه‌بندی بالون هواشناسی
بالون‌های هواشناسی بر پایه وزن خالص آنها طبقه‌بندی و ساخته می‌شوند. برای نمونه از ۱۰ گرم تا ۳۰۰۰ گرم ساخته می‌شوند. علاوه بر این بالون‌ها به نوعی بر پایه رنگ هم به انواع مختلف تقسیم‌بندی می‌شود.

### بالون ویژه حمل رادیوسوند
برای حمل رادیوسوندها بالون‌های از ۲۰۰ گرم به بعد مورد استفاده قرار می‌گیرد. در زبان انگلیسی به این نوع بالون‌ها اصطلاحاً Sounding Balloon گفته می‌شود. این نوع بالون در وزن‌های گوناگون تولید می‌شود. رایج‌ترین این وزن‌ها عبارت است از: ۲۰۰، ۳۰۰، ۳۵۰، ۴۵۰، ۵۰۰٬۶۰۰، ۷۰۰، ۸۰۰، ۱۰۰۰، ۱۲۰۰، … ،۳۰۰۰ گرم. بالون‌های با وزن‌های بزرگتر از ۸۰۰ گرم برای حمل رادیوسوند و یک وسیله دیگر مانند ازن سوند که به هم پیوست شده‌اند، استفاده می‌شوند. برای نمونه در ایستگاه هواشناسی اصفهان برای ارسال رادیوسوندی که به ازن سوند پیوست شده از بالون ۱۰۰۰ گرمی تا سقف پرواز این مجموعه را به بیش از ۳۰ کیلومتر برساند و همچنین سرعت صعود بالون با این محموله از ۵ متر بر ثانیه کمتر نشود. بالون‌های با وزن‌های بیش از ۲۰۰۰ گرم برای حمل چند رادیوسوند با هم به کار برده می‌شوند.

### بالون پایلوت
بالون‌های با وزن کمتر از ۲۰۰ گرم را بدون هیچ محموله‌ای به جوّ می‌فرستند و با تعقیب آن توسط دوربین نقشه‌برداری یا THEODOLITE سمت باد، سرعت باد و حتّی ارتفاع کف ابر را تا سطح زمین به دست می‌آورند. این نوع بالون‌ها را اصطلاخاً بالون پایلوت یا Pilot Balloon یا Ceiling Balloon می‌نامند. این بالون به رنگ‌های قرمز، سیاه و سفید و وزن‌های ۱۰، ۲۰، ۳۰ و ۱۰۰ گرم تولید می‌شوند.

## منابع

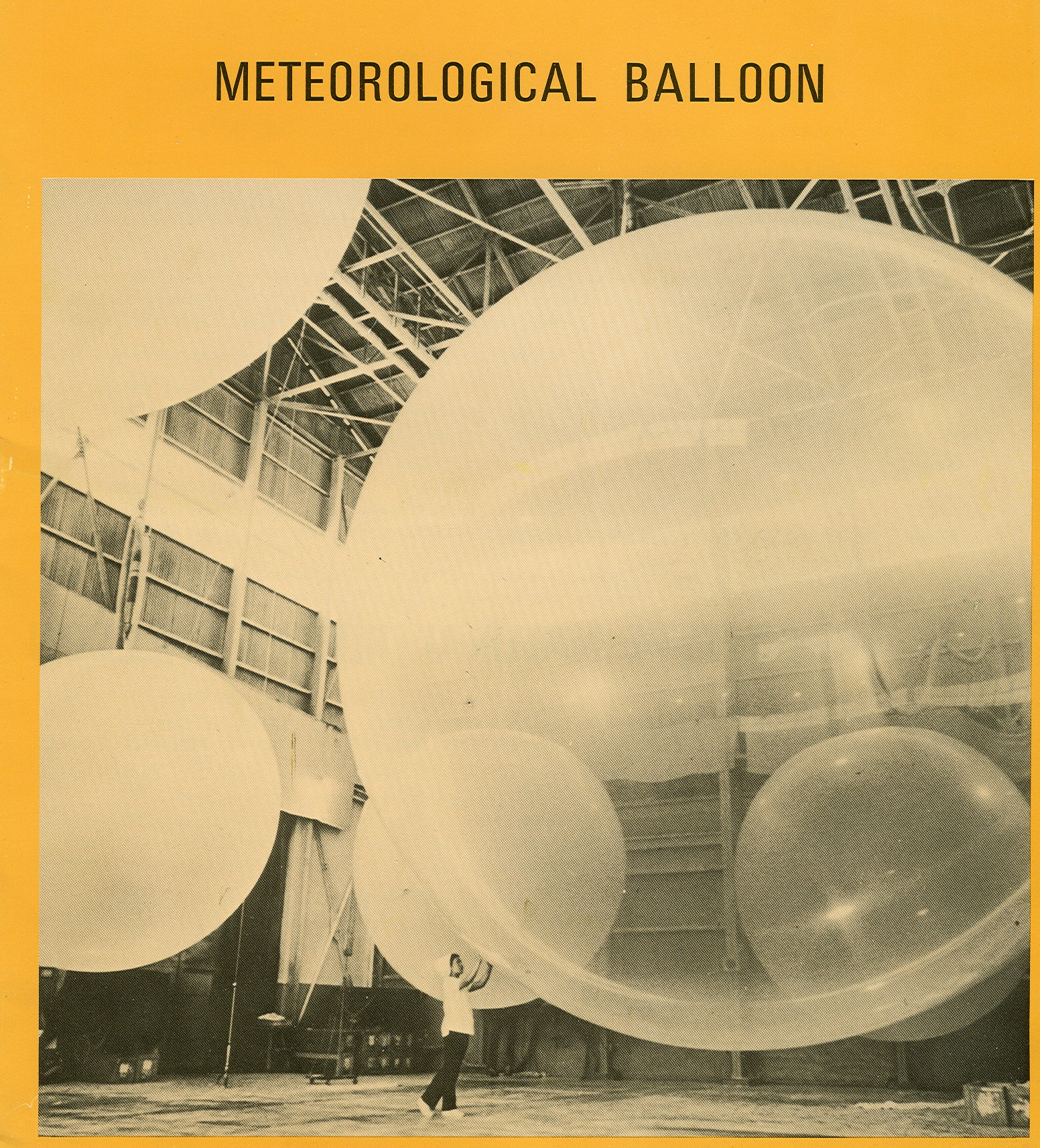
بالون‌های هواشناسی در سالن تست کارخانه تا حجم بالایی از هوا پر شده تا کشسانی آن مورد بررسی قرار گیرد.